# Ochrana sbírkových předmětů
Ochrana sbírkových předmětů se zabývá zajištěním sbírkových předmětů před negativními vlivy okolního prostředí, a to jak proti fyzikálním a chemickým jevům, jako je světlo nebo vlhkost, tak proti biologickým škůdcům. Prvním krokem ochrany je analýza možných rizik. Následně je vypracován bezpečnostní plán a nakonec jsou provedeny jednotlivé úkony s cílem co možná nejvíce redukovat rizika.

## Faktory ovlivňující sbírkové předměty
- Přírodní faktory – sem patří fyzikální a chemické jevy, biologičtí škůdci, přírodní katastrofy (například povodně, zemětřesení, sopečná činnost atd.).
- Lidské faktory – sem například patří nebezpečí krádeže či terorismu.
- Technické a technologické faktory – sem patří například výpadky elektrického proudu, havárie potrubí.

## Světlo
Existuje mnoho zdrojů umělého světla, přičemž je jejich použití v muzeích více či méně vhodné. Žárovky mají nevýhodu, že obsahují podíl UV záření, i když jde o relativně malé hodnoty. U halogenových žárovek se zvyšuje světelný tok asi o 30% procent a zároveň dosahuje dvojnásobné životnosti oproti běžné žárovce, ale je zde ovšem vyšší podíl UV záření, proto je nutné použít filtry. Tyto halogenové žárovky jsou součástí různých reflektorů, které jsou používány ve výstavnictví. Halogenidové výbojky mají vysoký světelný výkon, dlouhou životnost a vyzařují málo tepla. Velkou nevýhodou u nich je vysoký podíl UV záření, kdy je naprostou nezbytností jeho filtrace. Optická vlákna jsou velmi vhodným prostředkem pro osvětlení muzejních vitrín, kdy nedochází k zahřívání, vlákna zároveň nevedou UV záření a mohou být ohýbány podle potřeby. Podstatnou nevýhodou je ovšem jejich cena.
Pro ochranu sbírkových předmětů je důležitá intenzita a délka osvětlení, neboť se jedná o kumulativní a nevratný jev, kdy dochází například k blednutí barev. Zde je například řešením omezená délka vystavení předmětu. Na ochranu proti UV záření existují speciální fólie, které mají ale pouze omezenou životnost a je nutné je pravidelně obměňovat. Další možností snížení negativních následků je umístění světelného zdroje mimo vlastní vitrínu nebo použití rozptýleného světla.
Velice důležitá je také intenzita osvětlení, kdy existují 3 kategorie předmětů:
1. nejcitlivější – textil, papír, fotografie, akvarely – maximální intenzita osvětlení u těchto materiálů by měla být 50 lx.
2. střední – olejomalby, dřevo – maximální intenzita osvětlení u těchto materiálů by měla být maximálně 200 lx.
3. necitlivý – keramika, kámen, kov – přesto by maximální intenzita osvětlení těchto materiálů měla být maximálně 500 lx.

## Relativní vlhkost
Malá relativní vlhkost je pro sbírkové předměty stejně škodlivá jako příliš velká relativní vlhkost. Ideální stav se pohybuje mezi 40 až 60% (pro anorganické materiály o něco méně, mezi 30 a 40%). Kromě toho je také velice důležitá její stabilita. Zvýšená vlhkost může být způsobena pohybem návštěvníků v expozici při nedostatečném odvětrávání. V tomto případě je řešením omezit počet návštěvníků nebo používat odvlhčovače.